# Bones (песня Galantis)
 «Bones»  — песня шведского дуэта электронной музыки Galantis с вокалом американской поп-рок-группы OneRepublic, выпущенная 31 января 2019 года на лейбле Atlantic Recording в США и WEA International в других странах мира. Он был написан Bloodshy, Райаном Теддером, Дэвидом Бруком , Бреттом Маклафлином, Дэнни Маджиком, DJ Frank E и Энди Грэммером, а продюсированием занимались Galantis, Bloodshy, Райан Теддер, Дэнни Маджик и DJ Frank E.

## Отслеживание
- Digital download

«Bones» — 3:26
- Digital download — Steff da Campo Remix

«Bones» (Steff da Campo Remix) — 2:47
- Digital download — Hook N Sling Remix

«Bones» (Hook N Sling Remix) — 3:14
- Digital download — B-Sights Remix Remix

«Bones» (B-Sights Remix Remix) — 2:55

## Участники записи
Кредиты адаптированы из Tidal.
- Производство — Кристиан «Бладшай» Карлссон, Хенрик Джонбак, Дэнни Маджик, Фрэнк Э.
- Все инструменты — Кристиан «Бладшай» Карлссон, Хенрик Джонбак, Дэнни Маджик.
- Аранжировщик — Кристиан Карлссон, Хенрик Йонбак
- Избранный исполнитель — OneRepublic
- Главный художник — Galantis
- Мастеринг — Кэсс Ирвин
- Сведение — Galantis, Никлас Фликт
- Вокал — Райан Теддер
- Сценарист — Энди Грэммер, Бретт Маклафлин, Кристиан Карлссон, Дэнни Маджик, Дэвид Брук, Хенрик Джонбак, Джимми Койч, Джастин Фрэнкс, Райан Теддер

## Клип
Видеоклип с 3D-анимацией был выпущен 23 апреля 2019 на канале дуэта на YouTube и установлен в угрюмом парке развлечений, чтобы создать сюрреалистическое повествование смешанной реальности. Видео было снято в Касл-парке в Риверсайде, небольшом тематическом парке в Южной Калифорнии.